# استربریدج (حوزه سرشماری)، ماساچوست
استربریدج (به انگلیسی: Sturbridge) یک منطقهٔ مسکونی در ایالات متحده آمریکا است که در شهرستان ووستر، ماساچوست واقع شده‌است. استربریدج ۱۴٫۰ کیلومتر مربع مساحت و ۲٬۲۵۳ نفر جمعیت دارد و ۱۷۹ متر بالاتر از سطح دریا واقع شده‌است.